# 许小英
许小英（1975年10月—），江西上饶人，汉族，无党派人士。中华人民共和国政治人物、第十三届全国人民代表大会江西省代表。

## 生平
2018年，许小英被选为江西省出席第十三届全国人民代表大会代表。